# کی. تی. مکفارلند
کتلین ترویا «کی. تی.» مکفارلند (انگلیسی: K. T. McFarland؛ زادهٔ ۲۲ ژوئیهٔ ۱۹۵۱) قائم مقام مشاور امنیت ملی رئیس جمهور آمریکا دونالد ترامپ است. مکفارلند پیشتر از اعضای شورای امنیت ملی ایالات متحده آمریکا، از کارکنان وزارت دفاع ایالات متحده آمریکا، و از تحلیلگران فاکس نیوز بوده است.